# Bodnariv, Colomeea
Bodnariv (în ucraineană Боднарів) este un sat în comuna Strupkiv din raionul Colomeea, regiunea Ivano-Frankivsk, Ucraina.

## Demografie
Componența lingvistică a localității Bodnariv
     Ucraineană (100%)
Conform recensământului din 2001, toată populația localității Bodnariv era vorbitoare de ucraineană (100%).